# Parasitkrimmerlav
Parasitkrimmerlav (Rinodina parasitica) är en lavart som beskrevs av H. Mayrhofer & Poelt. Parasitkrimmerlav ingår i släktet Rinodina och familjen Physciaceae.  Arten är reproducerande i Sverige. Inga underarter finns listade i Catalogue of Life.